# Wanderley
Wanderley es un municipio brasilero del estado de Bahia. 

## Historia
Fundada por Manoel Teixeira, la ciudad de Wanderley surgió alrededor de 1930. Wanderley fue distrito de la ciudad de Cotegipe hasta conquistar su emancipación política el 25 de febrero de 1985. 

## Geografía
Se localiza a una latitud 12º07'12" sur y a una longitud 43º53'15" oeste, estando a una altitud de 583 metros. Su población estimada en 2006 era de 13.658 habitantes.
Posee gran extensión territorial (3.043,408 km²), con tierras productivas y fértiles, conocida por muchos de este Brasil como el municipio de las tierras buenas, del ganado bueno y de las mujeres bonitas. Su principal actividad económica es la ganadería, donde posee uno de los mayores rebaño bovino de la Bahia aliada a la agricultura donde se destaca el plantío del maíz, además del frijol, mandioca, etc., y el comercio.
De clima seco, subhúmedo y semiárido, posee temperaturas variando entre 18 °C y 36 °C. El período lluvioso más importante va de noviembre a marzo y varia con una precipitación de cerca de 800 a 1500 mm anuales.